# Stora björnen
Stora björnen (latin: Ursa Major; 'stor björnhona') är en stjärnbild på norra stjärnhimlen. Konstellationen är en av de 88 moderna stjärnbilderna som erkänns av den Internationella astronomiska unionen.
Stora björnen förväxlas ibland med Karlavagnen, som emellertid är en asterism, som bara består av de sju ljusstarkaste stjärnorna i Stora björnen.
Stora björnen är den tredje största stjärnbilden på himlen. 

## Historik
Stora björnen var en av de 48 konstellationer som listades av astronomen Klaudios Ptolemaios i hans samlingsverk Almagest. 

## Mytologi

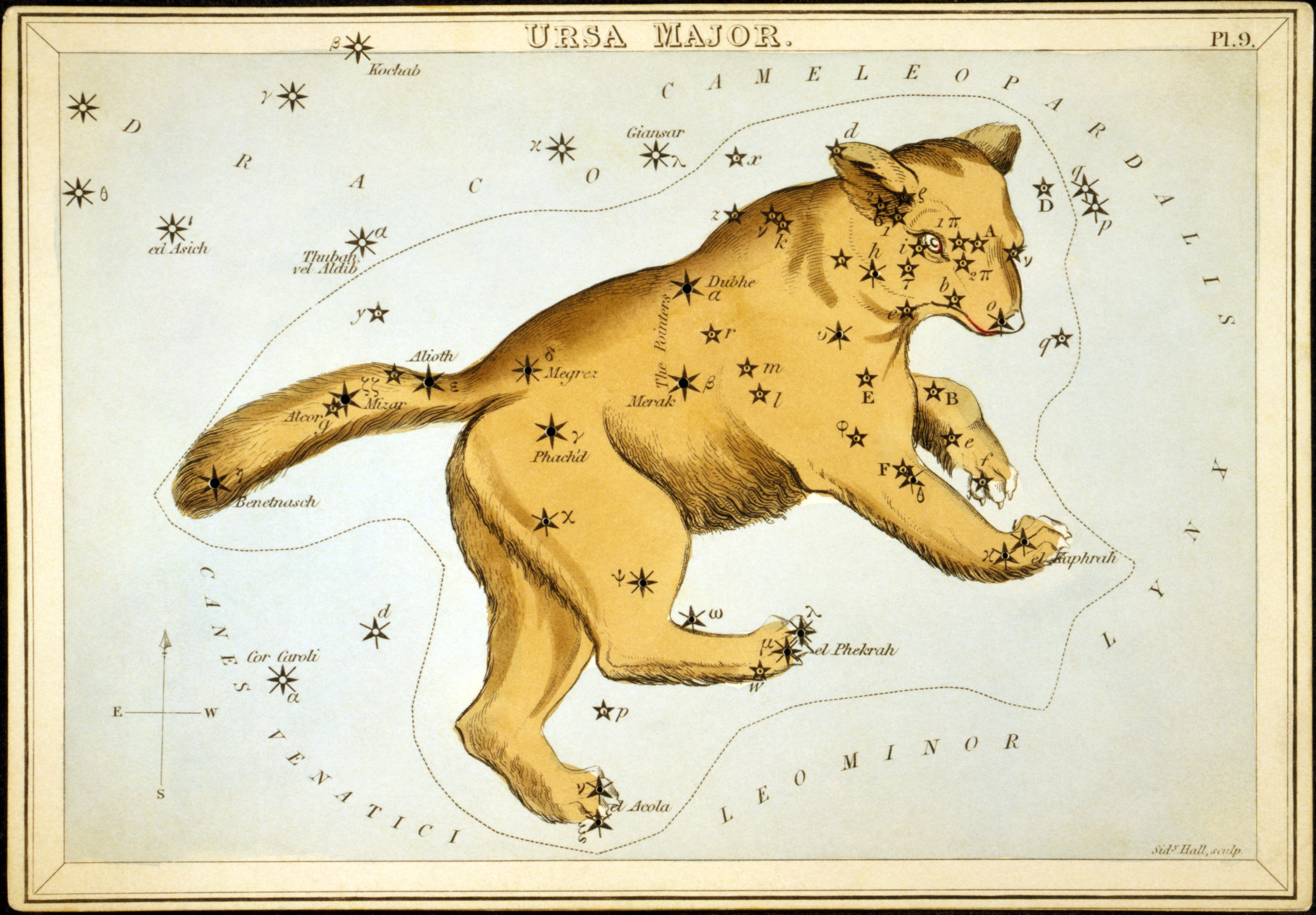
Konstnärlig teckning av Sidney Hall, 1825.

Enligt den grekiska mytologin var Kallisto en av guden Zeus älskarinnor, som hans svartsjuka fru Hera hämnades på genom att förvandla henne till en björn. Björnen placerades senare på himlavalvet av Zeus.

## Läge
Från nordliga breddgrader, exempelvis Europa och de norra delarna av Asien och Nordamerika, är Stora björnen en cirkumpolär stjärnbild, det vill säga den går aldrig ner under horisonten, till skillnad mot andra kända stjärnbilder, till exempel Orion.

## Stjärnor

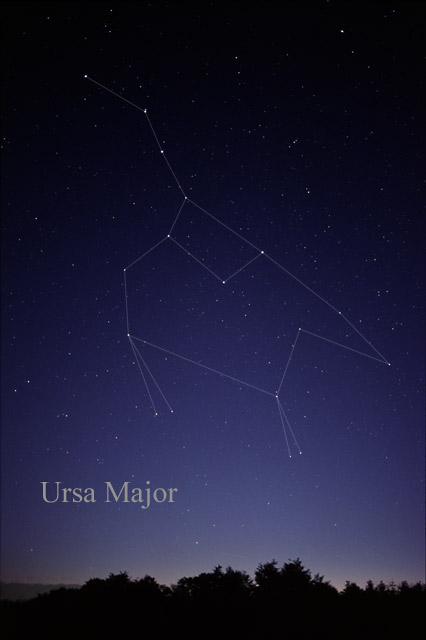
Stjärnbilden Stora björnen (Ursa Major) som den kan ses med blotta ögat.

Stjärnbildens namngivna stjärnor i alfabetisk ordning efter deras latinska namn. 
- α - Dubhe (Alfa Ursae Majoris)
- β - Merak (Beta Ursae Majoris)
- γ - Phecda (Phad, Gamma Ursae Majoris)
- δ - Megrez (Delta Ursae Majoris)
- ε - Alioth (Epsilon Ursae Majoris)
- ζ - Alcor och Mizar (Zeta Ursae Majoris)
- η - Alkaid (Benetnash, Eta Ursae Majoris)
- ι - Talitha (Jota Ursae Majoris)
- λ - Tania Borealis (Lambda Ursae Majoris)
- μ - Tania Australis (My Ursae Majoris)
- ν - Alula Borealis (Ny Ursae Majoris)
- ξ - Alula Australis (Xi Ursae Majoris)
- ο - Muscida (Omikron Ursae Majoris)
- HD 98618 är en sollik stjärna.[3]
- Messier 40 är en optisk dubbelstjärna i närheten av stjärnan Megrez.

## Djuprymdsobjekt

### Galaxer
- Bodes galax (Messier 81, NGC 3587) är en spiralgalax.
- Cigarrgalaxen (Messier 82, NGC 3587) har en osedvanligt hög produktionstakt av nya stjärnor och är därför klassad som en så kallad starburstgalax. Den har också varit klassad som en irreguljär galax men senare omdefinierad som en spiralgalax.
- Vindsnurregalaxen (Messier 101, NGC 3587) är en frontalvänd spiralgalax, ungefär dubbelt så stor som Vintergatan.
- Messier 108 (NGC 3587) är en spiralgalax.
- Messier 109 (NGC 3587) är en stavgalax. Mars 1956 observerades en supernova, SN 1956A, i sydöstra delen av galaxen.
- NGC 4102 är en spiralgalax av magnitud 11,8.
- NGC 4605 är en spiralgalax av magnitud 10,9.

### Nebulosor
- Messier 97 (Ugglenebulosan, NGC 3587) är en planetarisk nebulosa. Nebulosan formades för ungefär 6 000 år sedan.

## Landskapsstjärnbild
Stora björnen är Härjedalens landskapsstjärnbild. Stora björnen ingår också i Alaskas flagga.